# Judith Light
Judith Ellen Light (Trenton, 9 de fevereiro de 1949) é uma atriz americana. Ela é mais conhecida por interpretar Karen Wolek em One Life to Live, Angela Bower em Who's the Boss? e Claire Meade em Ugly Betty.

## Filmografia

### Cinema
| Ano  | Título                 | Papel               |
| ---- | ---------------------- | ------------------- |
| 1996 | A Step Toward Tomorrow | Anna Lerner         |
| 2000 | Joseph: King of Dreams | Zuleika             |
| 2006 | Ira & Abby             | Arlene Black        |
| 2006 | A Broken Sole          | Hilary              |
| 2007 | Save Me                | Gayle               |
| 2012 | Rhymes with Banana     | Ela mesma           |
| 2012 | Scrooge & Marley       | Narradora           |
| 2014 | We'll Never Have Paris | Jean                |
| 2014 | Last Weekend           | Veronika Goss       |
| 2015 | Digging for Fire       | Avó                 |
| 2018 | Hot Air                | Judith              |
| 2019 | Before You Know It     | Sherrell Ghearhardt |
| 2019 | Ms. White Light        | Val                 |
| 2021 | The Same Storm         | Shirlee Salt        |
| 2021 | tick, tick... Boom!    | Rosa Stevens        |
| 2022 | The Menu               | Anne                |
| 2023 | Down Low               | Sandy               |
| 2023 | The Young Wife         | Cookie              |
| 2024 | Out of My Mind         | Sra. V              |

### Televisão
| Ano       | Título                                                    | Papel                        | Notas                                                            |
| --------- | --------------------------------------------------------- | ---------------------------- | ---------------------------------------------------------------- |
| 1977      | Kojak                                                     | Laetitia Palmerance          | Episódio: "Monkey on a String"                                   |
| 1977–1983 | One Life to Live                                          | Karen Wolek                  | 48 episódios                                                     |
| 1983      | Intimate Agony                                            | Marsha                       | Telefilme                                                        |
| 1983      | St. Elsewhere                                             | Barbara Lonnicker            | Episódio: "Dog Day Hospital"                                     |
| 1983      | Family Ties                                               | Stacey Hughes                | Episódio: "Not an Affair to Remember"                            |
| 1984      | Remington Steele                                          | Clarissa Custer              | Episódio: "Dreams of Steele"                                     |
| 1984      | You Are the Jury                                          | Elizabeth Harding            | Episódio: "The Case of the People of Florida vs. Joseph Landrum" |
| 1984–1992 | Who's the Boss?                                           | Angela Bower                 | 196 episódios                                                    |
| 1987      | Stamp of a Killer                                         | Cathy Proctor                | Telefilme                                                        |
| 1989      | The Ryan White Story                                      | Jeanne White                 | Telefilme                                                        |
| 1989      | My Boyfriend's Back                                       | Vickie Vine                  | Telefilme                                                        |
| 1990      | In Defense of a Married Man                               | Laura Simmons                | Telefilme                                                        |
| 1991      | Wife, Mother, Murderer                                    | Marie Hilley / Robbi / Teri  | Telefilme                                                        |
| 1993      | Men Don't Tell                                            | Laura MacAffrey              | Telefilme                                                        |
| 1993–1994 | Phenom                                                    | Dianne Doolan                | 22 episódios                                                     |
| 1994      | Betrayal of Trust                                         | Barbara Noël                 | Telefilme                                                        |
| 1994      | Against Their Will: Women in Prison                       | Alice Needham                | Telefilme                                                        |
| 1995      | Lady Killer                                               | Janice Mitchell              | Telefilme                                                        |
| 1996      | A Husband, a Wife and a Lover                             | Lisa McKeever                | Telefilme                                                        |
| 1996–1997 | Duckman                                                   | Ursula Bacon 'Honey' Chicken | 3 episódios                                                      |
| 1996      | Murder at My Door                                         | Irene McNair                 | Telefilme                                                        |
| 1997      | Too Close to Home                                         | Diana Donahue                | Telefilme                                                        |
| 1997      | Cow and Chicken                                           | Enfermeira                   | Episódio: "Space Cow/The Legend of Sailcat"                      |
| 1998      | The Simple Life                                           | Sara Campbell                | 7 episódios                                                      |
| 1998      | Carriers                                                  | Maj. Carmen Travis           | Telefilme                                                        |
| 2000      | American Experience                                       | Narradora                    | Episódio: "George Eastman: The Wizard of Photography"            |
| 2001      | Born In Brooklyn                                          | Catherine                    | Telefilme                                                        |
| 2002      | Spin City                                                 | Christine                    | Episódio: "O Mother, Where Art Thou?"                            |
| 2002–2010 | Law & Order: Special Victims Unit                         | Elizabeth Donnelly           | 25 episódios                                                     |
| 2004      | The Stones                                                | Barbara Stone                | 9 episódios                                                      |
| 2006      | Family Guy                                                | Ela mesma                    | Episódio: "The Griffin Family History"                           |
| 2006      | Twenty Good Years                                         | Gina                         | 3 episódios                                                      |
| 2006–2010 | Ugly Betty                                                | Claire Meade                 | 71 episódios                                                     |
| 2010      | Submissions Only                                          | Sharon Duvall                | Episódio: "Reason to Stay"                                       |
| 2011      | Nurse Jackie                                              | Maureen Cooper               | Episódio: "Rat Falls"                                            |
| 2011      | Other People's Kids                                       | Laura                        | Telefilme                                                        |
| 2011      | Eden                                                      | Olivia Sparks                | Episódio: "Pilot"                                                |
| 2012–2015 | The Exes                                                  | Marjorie                     | 3 episódios                                                      |
| 2013–2014 | Dallas                                                    | Judith Ryland                | 18 episódios                                                     |
| 2014–2019 | Transparent                                               | Shelly Pfefferman            | 40 episódios                                                     |
| 2014      | Raising Hope                                              | Louise                       | Episódio: "Dinner with Tropes"                                   |
| 2014      | The Winklers                                              | Tita Winkler                 | Telefilme                                                        |
| 2017      | Doubt                                                     | Carolyn Rice                 | 8 episódios                                                      |
| 2017      | I'm Sorry                                                 | Judy                         | Episódio: "Pilot"                                                |
| 2017      | Penn Zero: Part-Time Hero                                 | Sra. Wright                  | Episódio: "My Mischievous Son"                                   |
| 2017      | Transparent: The Lost Sessions                            | Shelly Pfefferman            | 3 episódios                                                      |
| 2018      | The Assassination of Gianni Versace: American Crime Story | Marilyn Miglin               | 2 episódios                                                      |
| 2018      | The Good Fight                                            | Deidre Quinn                 | Episódio: "Day 492"                                              |
| 2018–2019 | Queen America                                             | Regina                       | 3 episódios                                                      |
| 2019      | Escaping the Madhouse: The Nellie Bly Story               | Matron Grady                 | Telefilme                                                        |
| 2019-2020 | The Politician                                            | Dede Standish                | 8 episódios                                                      |
| 2020      | Manhunt                                                   | Bobi Jewell                  | 7 episódios                                                      |
| 2021      | Impeachment: American Crime Story                         | Susan Carpenter-McMillan     | 6 episódios                                                      |
| 2022-2023 | Shining Vale                                              | Joan                         | 6 episódios                                                      |
| 2022-2023 | Julia                                                     | Blanche Knopf                | 9 episódios                                                      |
| 2022      | American Horror Stories                                   | Virginia Mallow              | Episódio: "Facelift"                                             |
| 2023      | Poker Face                                                | Irene Smothers               | Episódio: "Time of the Monkey"                                   |
| 2024      | Kite Man: Hell Yeah!                                      | Helen Villigan               | 6 episódios                                                      |
| 2024      | Before                                                    | Lynn                         | 9 episódios                                                      |
| 2025      | The Terror: Devil in Silver                               |                              |                                                                  |
| 2025      | All's Fair                                                |                              |                                                                  |

### Teatro
| Ano  | Título                         | Papel           | Notas        |
| ---- | ------------------------------ | --------------- | ------------ |
| 1975 | A Doll's House                 | Helene          | Broadway     |
| 1976 | Measure for Measure            | Francisca       | Off-Broadway |
| 1976 | Herzl                          | Julie Herzl     | Broadway     |
| 1999 | Wit                            | Vivian Bearing  | Off-Broadway |
| 2002 | Sorrows and Rejoicings         | Allison Olivier | Off-Broadway |
| 2005 | Colder Than Here               | Myra            | Off-Broadway |
| 2010 | Lombardi                       | Marie Lombardi  | Broadway     |
| 2011 | Other Desert Cities            | Silda Grauman   | Broadway     |
| 2013 | The Assembled Parties          | Faye            | Broadway     |
| 2015 | Thérèse Raquin                 | Madame Raquin   | Broadway     |
| 2016 | All The Ways To Say I Love You | Faye            | Off-Broadway |